# آبلو (فرانسه)
ابلوکس (به فرانسوی: Abloux) یک رود در فرانسه است که در سانتر-وال-دلوآر واقع شده‌است.